# Флаг Климовска
Флаг Кли́мовска — официальный символ городского округа Климовск Московской области Российской Федерации.
Флаг утверждён 12 апреля 2002 года и внесён в Государственный геральдический регистр Российской Федерации под номером 950.
Флаг муниципального образования «Город Климовск» Московской области составлен на основании герба города Климовск по правилам и соответствующим традициям вексиллологии и отражает исторические, культурные, социально-экономические, национальные и иные местные традиции.

## Описание
«Полотнище с соотношением ширины к длине 2:3, разделённое на две неравные полосы с воспроизведёнными фигурами из герба города Климовска: в меньшей синей, в 1/3 полотнища, в центре белая раскрытая книга, нижний край которой перекрывает черту деления; в большей красной, в 2/3 полотнища — два жёлтых ткацких челнока в пояс; верхний челнок выходит от свободного края полотнища, нижний — выходит от древка».

## Обоснование символики
Ещё в 1882 году акционерное «Московское товарищество механических изделий» во главе с крупным промышленником Крестовниковым закупило Маслову Пустошь для строительства завода по производству ткацких станков — так называлось место, где теперь стоит Климовский машиностроительный завод.
Выпуск станков на заводе начался с 1883 года, дав, тем самым, развитие деревне Климовке (по фамилии первопоселенца Климова), в 1928 году получившей статус рабочего посёлка с изменённым названием Климовск, а с 1940 года — статус города.
Основными фигурами флага города Климовска являются жёлтые челноки и белая раскрытая книга. Челноки аллегорически символизируют текстильное машиностроение, ставшее родоначальником современного города.
Вместе с тем Климовск, — это центр проектирования, производства и испытания стрелкового оружия: выходящие жёлтые фигуры из краёв полотнища аллегорически показывают патрон, пулю, штык. Жёлтый цвет (золото) — символ богатства, изобилия, благополучия, света.
Раскрытая книга — символ просвещения, знания, образования, науки, творческого прогресса, аллегорически показывает, что в городе работают научно-исследовательские центры, институты, бюро, определяющие научную мысль города Климовска. Одновременно книга, наложенная на синюю и красную полосы полотнища флага, отражает географическое расположение города, разделённого на две части железной дорогой линии Москва—Серпухов, а также напоминает очертание границ города (в виде бабочки).
Белый цвет (серебро) — символ веры, чистоты, искренности, чистосердечности, благородства, откровенности и невинности.
Красный цвет символизирует труд, жизнеутверждающую силу, мужество, праздник, красоту.
Синий цвет — символ возвышенных устремлений, мышления, искренности и добродетели.